# Trinidad és Tobago az 1994. évi téli olimpiai játékokon
Trinidad és Tobago a norvégiai Lillehammerben megrendezett 1994. évi téli olimpiai játékok egyik részt vevő nemzete volt. Az országot az olimpián 1 sportágban 2 sportoló képviselte, akik érmet nem szereztek. Trinidad és Tobago első alkalommal vett részt a téli olimpiai játékokon.

## Bob
| Versenyző                | Versenyszám | 1. futam | 1. futam | 2. futam | 2. futam | 3. futam | 3. futam | 4. futam | 4. futam | Összesítés | Összesítés |
| Versenyző                | Versenyszám | Idő      | Hely.    | Idő      | Hely.    | Idő      | Hely.    | Idő      | Hely.    | Idő        | Helyezés   |
| ------------------------ | ----------- | -------- | -------- | -------- | -------- | -------- | -------- | -------- | -------- | ---------- | ---------- |
| Curtis Harry Gregory Sun | Kettes      | 55,09    | 38.      | 54,88    | 37.      | 55,14    | 38.      | 55,13    | 37.      | 3:40,24    | 37.        |